# ジョソール
ジョソール(ベンガル語: যশোর, [dʒɔʃor], ジョショル; 英語: Jashore)はバングラデシュのクルナ管区のジョソール県の都市である。ジョソールは9つの区と73の村を含む。ジョソール市は1864年に設置された。面積は25.72km2、人口は2011年時点で約20.2万人である。1991年の識字率は56.57%だった。